# Список рекордов в космонавтике
Рекорды и космические полёты можно поделить пилотируемые и автоматические или непилотируемые, отдельно выделяются записи о полётах животных в космос, которые, как правило, совершались для установления возможности отправки людей в космос.
Понятие «первенства» в космических полётах следует давней традиции первенства в авиации, но также тесно связано с космической гонкой. В 1950-х и 1960-х годах Советский Союз и Соединенные Штаты соревновались за звание первых стран, совершивших различные подвиги. В 1957 году Советский Союз запустил «Спутник-1», первый искусственный орбитальный спутник. В 1961 году советский космонавт «Востока-1» Юрий Гагарин стал первым человеком, поднявшимся в космос и облетевшим Землю, а в 1969 году американский астронавт «Аполлона-11» Нил Армстронг стал первым человеком, ступившим на Луну. Ни один человек не выходил за пределы низкой околоземной орбиты с 1972 года, когда завершилась программа «Аполлон».
В 1970-е годы Советский Союз направлял усилия на создание космических станций все более длительного срока службы. В 1980-х годах Соединенные Штаты начали запускать свои Спейс шаттлы, которые перевозили более крупные экипажи и, таким образом, могли увеличить количество людей, находящихся в космосе в данный момент времени. После своей первой миссии по разрядке напряжённости в рамках Экспериментальный полёт «Аполлон» — «Союз» 1975 года Советский Союз и Соединенные Штаты снова сотрудничали друг с другом в рамках инициативы «Мир — Шаттл», усилия которой привели к созданию Международной космической станции (МКС), которая более 20 лет является непрерывно обитаемой станцией за пределами Земли.
Другие первые полёты в космос связаны с демографией, частным предпринимательством и расстояниями. Десятки стран отправили в космос по крайней мере одного космонавта. В 1963 году Валентина Терешкова стала первой женщиной, побывавшей в космосе на борту «Востока-6». В начале XXI века частные компании присоединились к правительственным агентствам в пилотируемых космических полетах: в 2004 году суборбитальный космический самолет SpaceShipOne стал первым кораблём с экипажем, финансируемым из частных источников, вышедшим в космос; в 2020 году Dragon 2 от SpaceX стал первым разработанным в частном порядке кораблём с экипажем, достигшим орбиты, когда он доставил экипаж на МКС. По состоянию на 2024 год беспилотный зонд «Вояджер-1» является самым удалённым от Земли искусственным объектом, входящим в небольшой класс аппаратов, покидающих Солнечную систему.

## Первый независимый суборбитальный и орбитальный полет человека в космос по странам
| Страна | Миссия                          | Экипаж                                                   | Космический корабль | Ракетоноситель    | Дата            | Тип полёта     |
| ------ | ------------------------------- | -------------------------------------------------------- | ------------------- | ----------------- | --------------- | -------------- |
| СССР   | Восток-1                        | Юрий Гагарин                                             | Восток-3А           | Восток 8К72К      | 12 апреля 1961  | Орбитальный    |
| США    | Меркурий-Редстоун-3 (Freedom 7) | Алан Шепард                                              | Freedom 7           | Меркурий-Редстоун | 5 мая 1961      | Суборбитальный |
| США    | Меркурий-Атлас-6 (Friendship 7) | Джон Гленн                                               | Friendship 7        | Атлас LV-3B       | 20 февраля 1962 | Орбитальный    |
| СССР   | Союз-18-1                       | Василий Лазарев Олег Макаров                             | Союз 7К-Т           | Soyuz 11A511      | 5 апреля 1975   | Суборбитальный |
| Россия | Союз ТМ-14                      | Александр Викторенко Александр Калери Клаус-Дитрих Фладе | Союз ТМ             | Союз-У2           | 17 марта 1992   | Орбитальный    |
| Китай  | Шэньчжоу-5                      | Ян Ливэй                                                 | Шэньчжоу            | Чанчжэн-2F        | 15 октября 2003 | Орбитальный    |
| Россия | Союз МС-10                      | Алексей Овчинин Тайлер Хейг                              | Союз МС             | Союз-ФГ           | 11 октября 2018 | Суборбитальный |

## Первые полёты человека в космос
Примечание: Некоторые космические рекорды оспариваются из-за разногласий, связанных с границей космического пространства. Большинство рекордов соответствуют определению МАФ границы пространства, которую она устанавливает на высоте 100 км, которая соответствует линии Кармана. Напротив, агентства США определяют границу космического пространства на расстоянии 50 миль (80,47 км).
| Первенство | Имя | Миссия                                                  | Страна   | Дата                                                      |
| --- | --- | ------------------------------------------------------- | -------- | --------------------------------------------------------- |
| - Человек, достигший космоса - Человек на орбите - Человек, выживший при возвращении на орбиту | Юрий Гагарин | Восток-1                                                | СССР     | 12 апреля 1961                                            |
| - Человек, совершивший суборбитальный полёт - Человек, приземлившийся в воду (приводнение) - Человек, пилотирующий космический корабль вручную                                                                           | Алан Шепард | Freedom 7                                               | США      | 5 мая 1961                                                |
| - Человек, проведший в космосе более суток - Несколько витков вокруг Земли во время космического полета | Герман Титов | Восток-2                                                | СССР     | 6 августа 1961 —7 августа 1961                            |
| - Групповой полёт - Полёт на смежных орбитах - Связь между космическими кораблями | Андриян Николаев Павел Попович                                                                                      | Восток-3 Восток-4                                       | СССР     | 12 августа 1962 —15 августа 1962                          |
| - Женщина в космосе - Гражданское лицо в космосе и на орбите (на момент отбора) | Валентина Терешкова                                                                                                 | Восток-6                                                | СССР     | 16 июня 1963 —19 июня 1963                                |
| - Космический полёт (суборбитальный) на орбитальном самолёте - Космический полёт (суборбитальный) корабля многоразового использования                                                                                    | Джозеф Уокер | X-15, полёт 90                                          | США      | 19 июля 1963                                              |
| Человек, дважды побывавший в космосе | Джозеф Уокер | X-15, полёт 91                                          | США      | 22 августа 1963                                           |
| - Первый полёт многоместного корабля (трёх человек) - Полёт человека в космос без скафандров | Владимир Комаров Константин Феоктистов Борис Борисович Егоров                                                       | Восход-1                                                | СССР     | 12 октября 1964 —13 октября 1964                          |
| Выход в открытый космос | Алексей Леонов | Восход-2                                                | СССР     | 18 марта 1965                                             |
| Первый орбитальный манёвр, совершённый пилотируемым аппаратом | Вирджил Гриссом Джон Янг                                                                                            | Джемини-3                                               | США      | 23 марта 1965                                             |
| Человек, совершивший два орбитальных космических полёта | Гордон Купер | Меркурий-Атлас-9 Джемини-5                              | США      | 15 мая 1963 —16 мая 1963 21 августа 1965 —29 августа 1965 |
| Люди, проведшие неделю в космосе | Гордон Купер Пит Конрад                                                                                             | Джемини-5                                               | США      | 21 августа 1965 —29 августа 1965                          |
| Первое в мире сближение двух пилотируемых кораблей Четыре человека в космосе | Уолтер Ширра Томас Стаффорд Фрэнк Борман Джеймс Ловелл                                                              | Джемини-6A Джемини-7                                    | США      | 15 декабря 1965 —16 декабря 1965                          |
| Космическая стыковка | Нил Армстронг Дэвид Скотт                                                                                           | Джемини-8                                               | США      | 16 марта 1966                                             |
| Стыковка с двумя разными целями за один полёт | Джон Янг Майкл Коллинз                                                                                              | Джемини-10                                              | США      | 18 июля 1966 —21 июля 1966                                |
| Люди, поднявшиеся на высоту более 1000 км | Чарльз Конрад Ричард Гордон                                                                                         | Джемини-11                                              | США      | 12 сентября 1966 —15 сентября 1966                        |
| Гибель в ходе полёта (при посадке) | Владимир Комаров | Союз-1                                                  | СССР     | 23 апреля 1967 —24 апреля 1967                            |
| - Человек, совершивший три космических полёта - Человек, совершивший полёты на трёх различных типах космических кораблей                                                                                                 | Уолтер Ширра | Меркурий-Атлас-8 Джемини-6A Аполлон-7                   | США      | 22 октября 1968                                           |
| - Выход за пределы низкой околоземной орбиты - Люди, попавшие под гравитационное воздействие другого небесного тела - Выход на лунную орбиту                                                                             | Фрэнк Борман Джеймс Ловелл Уильям Андерс                                                                            | Аполлон-8                                               | США      | 21 декабря 1968 —27 декабря 1968                          |
| - Стыковка двух космических кораблей с экипажами - Двойной выход в открытый космос - Переход экипажа между кораблями (Хрунов, Елисеев) - Старт и посадка на разных кораблях (Хрунов, Елисеев)                            | Владимир Шаталов Борис Волынов Алексей Елисеев Евгений Хрунов                                                       | Союз-4 Союз-5                                           | СССР     | 16 января 1969                                            |
| Одиночный облёт Луны | Джон Янг | Аполлон-10                                              | США      | 22 мая 1969                                               |
| - Высадка на Луну - Нахождение на поверхности космического тела вне корабля | Нил Армстронг Эдвин Базз                                                                                            | Аполлон-11                                              | США      | 20 июля 1969                                              |
| Пять человек в космосе одновременно | Георгий Шонин Валерий Кубасов Анатолий Филипченко Владислав Волков Виктор Горбатко                                  | Союз-6 Союз-7                                           | СССР     | 12 октября 1969 —13 октября 1969                          |
| - Семь человек в космосе одновременно - Нахождение трёх кораблей одновременно - Одновременное управляемое сближение трёх кораблей                                                                                        | Георгий Шонин Валерий Кубасов Анатолий Филипченко Владислав Волков Виктор Горбатко Владимир Шаталов Алексей Елисеев | Союз-6 Союз-7 Союз-8                                    | СССР     | 13 октября 1969 —16 октября 1969                          |
| Четыре космических полёта | Джеймс Ловелл | Джемини-7 Джемини-12 Аполлон-8Аполлон-13                | США      | 17 апреля 1970                                            |
| - Человек, совершивший два лунных полёта - Человек, совершивший два полёта за пределы околоземной орбиты | Джеймс Ловелл | Аполлон-8Аполлон-13                                     | США      | 11 апреля 1970 — 17 апреля 1970                           |
| - Люди, совершающие полёт по траектории свободного возвращения вокруг небесного тела - Полёт на самом большом удалении от Земли                                                                                          | Джеймс Ловелл Джон Суайгерт Фред Хейз                                                                               | Аполлон-13                                              | США      | 11 апреля 1970 — 17 апреля 1970                           |
| - Две недели в космосе - Ночной запуск | Андриян Николаев Виталий Севастьянов                                                                                | Союз-9                                                  | СССР     | 1 июня 1970 — 19 июня 1970                                |
| Нахождение в открытом космосе вне поля зрения своих кораблей | Алан Шепард Эдгар Митчелл                                                                                           | Аполлон-14                                              | США      | 6 февраля 1971                                            |
| Ночная посадка | Владимир Шаталов Алексей Елисеев Николай Рукавишников                                                               | Союз-10                                                 | СССР     | 24 апреля 1971                                            |
| - Пилотируемая космическая станция - Погибшие в космосе | Георгий Добровольский Владислав Волков Виктор Пацаев                                                                | Союз-11                                                 | СССР     | 7 июня 1971 — 29 июня 1971                                |
| Поездка на колёсном транспорте за пределами Земли | Дэвид Скотт Джеймс Ирвин                                                                                            | Аполлон-15                                              | США      | 31 июля 1971 — 2 августа 1971                             |
| Выход в открытый космос в межпланетном пространстве | Альфред Уорден | Аполлон-15                                              | США      | 5 августа 1971                                            |
| Человек, дважды побывавший на лунной орбите (в ходе отдельных лунных экспедиций) | Джон Янг | Аполлон-10 Аполлон-16                                   | США      | 16 апреля 1972 — 27 апреля 1972                           |
| Четыре недели на орбите | Чарлз Конрад Пол Вейтц Джозеф Кервин                                                                                | Скайлэб-2                                               | США      | 25 мая 1973 — 22 июня 1973                                |
| Восемь недель на орбите | Алан Бин Джек Лаусма Оуэн Гэрриотт                                                                                  | Скайлэб-3                                               | США      | 28 июля 1973 — 25 сентября 1973                           |
| Двенадцать недель на орбите | Джеральд Карр Уильям Поуг Эдвард Гибсон                                                                             | Скайлэб-4                                               | США      | 16 ноября 1973 — 8 февраля 1974                           |
| - Космический полёт прерван во время старта (на высоте 145 километров) - Вход в атмосферу с перегрузками 20g (аварийная ситуация)                                                                                        | Василий Лазарев Олег Макаров                                                                                        | Союз-18-1                                               | СССР     | 5 апреля 1975                                             |
| Международная стыковка | Алексей Леонов Валерий Кубасов Томас Стаффорд Вэнс Бранд Дональд Слейтон                                            | Союз-19 Аполлон                                         | СССР США | 17 июля 1975                                              |
| Визит экипажа на обитаемую космическую станцию | Владимир Джанибеков Олег Макаров                                                                                    | Экипаж «Союза-27» посетил космическую станцию «Салют-6» | СССР     | 10 января 1978 — 16 января 1978                           |
| Четыре месяца на орбите | Владимир Ковалёнок Александр Иванченков                                                                             | Салют-6                                                 | СССР     | 15 июня 1978 — 2 ноября 1978                              |
| Полгода на орбите | Леонид Попов Валерий Рюмин                                                                                          | Салют-6                                                 | СССР     | 9 апреля 1980 — 11 октября 1980                           |
| - Космический (орбитальный) полёт на крылатом космическом корабле - Космический (орбитальный) полёт космического корабля многоразового использования - Первый и единственный экипаж, запущенный в первый же полёт ракеты | Джон Янг Роберт Криппен                                                                                             | STS-1                                                   | США      | 12 апреля 1981                                            |
| Человек, способный управлять четырьмя различными типами космических аппаратов | Джон Янг | Джемини Апполон Лунный модуль Спейс Шаттл               | США      | 12 апреля 1981                                            |
| Человек, совершивший пять космических полётов | Джон Янг | Джемини-3 Джемини-10 Аполлон-10 Аполлон-16 STS-1        | США      | 12 апреля 1981                                            |
| Повторное использование ранее запущенных космических аппаратов (орбитальных) | Джо Энгл Ричард Трули                                                                                               | STS-2                                                   | США      | 12 ноября 1981                                            |
| Посещение женщиной космической станции | Светлана Савицкая                                                                                                   | Салют-7 Союз Т-7                                        | СССР     | 20 августа 1982                                           |